# Bayat, Amasya
Bayat là một xã thuộc thành phố Amasya, tỉnh Amasya, Thổ Nhĩ Kỳ. Dân số thời điểm năm 2010 là 107 người.